# Eupogonius azteca
Eupogonius azteca es una especie de escarabajo longicornio del género Eupogonius, tribu Desmiphorini, subfamilia Lamiinae. Fue descrita científicamente por Martins, Santos-Silva & Galileo en 2015.

## Descripción
Mide 8,8-9,3 milímetros de longitud.

## Distribución
Se distribuye por Guatemala, México y Honduras.